# قطعنامه ۱۸۸۲ شورای امنیت
قطعنامه  ۱۸۸۲ شورای امنیت سازمان ملل متحد که در تاریخ ۰۴ اوت ۲۰۰۹ تصویب شد، سندی بین‌المللی دربارهٔ کودکان و درگیری مسلحانه است. این قطعنامه طی نشست ۶۱۳۲ام با ۱۵ رای موافق، ۰ مخالف و ۰ ممتنع تصویب شد.